# Kingsley Coman
Kingsley Coman (* 13. června 1996, Paříž, Francie) je francouzský fotbalový záložník či útočník a reprezentant původem z Guadeloupe, od roku 2025 hráč klubu Al-Nassr FC. Hraje většinou na křídle.
Během června 2020 získal ve dresu Bayernu svůj další mistrovský titul a ve 24 letech tak měl na kontě již devět ligových titulů ze tří zemí (Francie, Itálie, Německo).

## Klubová kariéra
- US Sénart-Moissy (mládež)
- Paris Saint-Germain FC (mládež)
- Paris Saint-Germain FC 2013–2014[2]
- Juventus FC 2014–2017[2]
- →  FC Bayern Mnichov (hostování) 2015–2017[2]
- FC Bayern Mnichov 2017–2025[3]
- Al-Nassr FC 2025 –

### Sezóna 2015/2016
Coman na konci srpna 2015 zamířil na dvouroční hostování do Bayernu Mnichov. Bavorský klub za Comana zaplatil 7 milionů € a do konce dubna 2017 měl možnost proměnit hostování na trvalý přestup.
V září debutoval v lize proti Augsburgu a další týden si při svém prvním startu připsal první gól za Bayern. Coman přesně zacílil proti nováčkovi Darmstadtu, Bayern vyhrál 3:0.
Zdařilý začátek korunoval gólem proti Mohuči týden nato, to Bayern opět vyhrál 3:0.

### Sezóna 2019/2020
Na začátku srpna odehrál utkání domácího Superpoháru proti Dortmundu, Bavoři však prohráli 0:2.
Proti Energie Cottbus v 1. kole německého DFB poháru nejprve nastřelil břevno, později navýšil na 2:0. Bayern po výsledku 3:1 postoupil do 2. kola.
První trefu v další ligové sezóně zaznamenal ve 3. kole proti Mainzu, kdy v 64. minutě zvyšoval vedení na 4:1 a Bayern nakonec ještě dva góly přidal.
V prvním zápase skupiny Ligy mistrů proti srbskému CZ Bělehrad otevřel skóre ve 34. minutě a pomohl k výhře 3:0.
Proti Tottenhamu v pátém zápase skupiny otevřel skóre, ale zranění kolena ho přinutilo po 27 minutách vystřídat. Bayern doma vyhrál 3:1 a skupinu opanoval s maximálním bodovým ziskem.
V základní sestavě nastoupil znovu až v únoru, kdy proti 1. FC Köln vstřelil gól v úvodní pětiminutovce, Bayern nakonec zvítězil 4:1. Sezónu zakončil jedním a zároveň rozhodujícím gólem ve finále Ligu Mistrů proti PSG.

## Reprezentační kariéra
Coman působil v mládežnických výběrech Francie v kategoriích U16, U17, U18, U19 a U21.
V A-mužstvu Francie debutoval 13. 11. 2015 v přátelském zápase v Saint-Denis proti Německu (výhra 2:0), v jehož průběhu se v blízkosti stadionu Stade de France odehrály teroristické útoky. 

Trenér Didier Deschamps jej vzal na domácí EURO 2016.

## Úspěchy

### Klubové
Paris Saint-Germain FC
- 2× vítěz Ligue 1 (2012/13, 2013/14)
- 1× vítěz Coupe de la Ligue (2013/14)
- 1× vítěz Trophée des champions (2013)

Juventus FC
- 1× vítěz Serie A (2014/15)
- 1× vítěz Coppa Italia (2014/15)
- 1× vítěz Supercoppa italiana (2015)

FC Bayern Mnichov
- 4× vítěz 1. Bundesligy (2015/16, 2016/17, 2017/18, 2018/19, 2019/20)[16]
- 2× vítěz DFB-Pokalu (2015/16, 2018/19)
- 3× vítěz DFL-Supercupu (2016, 2017, 2018)
- 1× vítěz Ligy Mistrů UEFA (2019/20)

Zdroj:

### Individuální
- Tým sezóny Bundesligy podle kickeru – 2018/19[18]